# The Gilded Cage (film 1915)
The Gilded Cage è un cortometraggio muto del 1915. Il nome del regista non viene riportato nei credit del film che, prodotto dalla Essanay, era interpretato da Bryant Washburn e da Ruth Stonehouse.

## Produzione
Il film fu prodotto dalla Essanay Film Manufacturing Company.

## Distribuzione
Distribuito dalla General Film Company, il film - un cortometraggio di una bobina - uscì nelle sale cinematografiche USA il 7 giugno 1915.
Viene citato in Moving Picture World del 5 giugno 1915.